# Brachystelma ngomense
Brachystelma ngomense är en oleanderväxtart som beskrevs av Robert Allen Dyer. Brachystelma ngomense ingår i släktet Brachystelma och familjen oleanderväxter. Inga underarter finns listade i Catalogue of Life.